# Nový Šaumburk
Die Burg Nový Šaumburk (deutsch Neue Schaumburg) ist eine abgegangene Höhenburg südlich der Ortschaft Podhradní Lhota auf dem Hügel Bašta in den Hostýnské vrchy im heutigen Okres Kroměříž in der Region Zlínský kraj in Tschechien. Sie wird heute auch fälschlicherweise als Zubříč und Bašty bezeichnet.

## Geschichte
Die Burg entstand in der zweiten Hälfte des 14. Jahrhunderts nach dem Verfall der alten Schaumburg als Verwaltungszentrum der bischöflichen Herrschaft Kelč. Im Jahre 1400 verpfändete Bischof Johannes XI. die Burg an Hereš Smetana von Záhlinice. 1406 überließ das Bistum Nový Šaumburk gegen eine Schuld von 200 Scherf Groschen an Jindřich von Bystřice. Zu den weiteren Besitzern der Burg gehörten nach den Hussitenkriegen Zikmund von Bítov sowie dessen Söhne Mikuláš und Hanuš. Nachdem die Burg zu einem Raubnest geworden war, kaufte sie der mährische Landeshauptmann Jan Tovačovský von Cimburg 1451 auf und ließ sie schleifen. Als neuer Verwaltungssitz entstand 1456 die Feste Kelč.

## Anlage
Die Burg entstand auf einem Oval von 50 × 30 Metern. Sie war von einem fünf Meter tiefen und 20 Meter breiten Graben umgeben, an den sich ein drei Meter hoher Wall anschloss. Innerhalb dessen lag der Burgkern.
Erhalten sind neben dem Graben und Wall auch Reste der Bruchsteinmauern sowie eines Torturmes an der westlichen Einfahrt zum Innenbereich. Südlich der Burg liegt eine 20 × 10 m große Zisterne, die einstmals der Wasserversorgung der Burg diente.